# Silic carbide
Silic carbide hay cacborundum là một hợp chất của silic và carbon với công thức hóa học là SiC. Nó xuất hiện ra trong tự nhiên dưới dạng khoáng chất vô cùng quý hiếm moissanit. Silic carbide bột đã được sản xuất hàng loạt từ năm 1893 để sử dụng như một chất mài mòn. Hạt silic carbide có thể liên kết với nhau bằng cách thiêu kết để tạo gốm rất cứng được sử dụng rộng rãi trong các ứng dụng đòi hỏi độ bền cao, chẳng hạn như hệ thống phanh xe, bộ ly hợp xe và các tấm gốm trong áo chống đạn.